# Rome, vue de l'Aventin
Rome, vue de l'Aventin (titre original : Rome, From Mount Aventinest un tableau de Joseph Mallord William Turner.
Peint en 1835 et exposé à la Royal Academy en 1836, son sujet est la ville de Rome en Italie depuis la colline de l'Aventin, sur la base de dessins faits par l'artiste en voyage dans la ville en 1828.
Le tableau est à l'époque commissionné par le marchand d'art Hugh Andrew Johnstone Munro of Novar (en).
En 2014, le tableau est vendu aux enchères par Sotheby's pour la somme record de 38,6 millions d'euros, soit à l'époque « la vente la plus élevée jamais réalisée pour une œuvre d'un artiste britannique d'avant le XXe siècle ».